# Erioptera fusca
Erioptera fusca är en tvåvingeart som beskrevs av de Meijere 1913. Erioptera fusca ingår i släktet Erioptera och familjen småharkrankar. Inga underarter finns listade i Catalogue of Life.